# Kerim Lechner

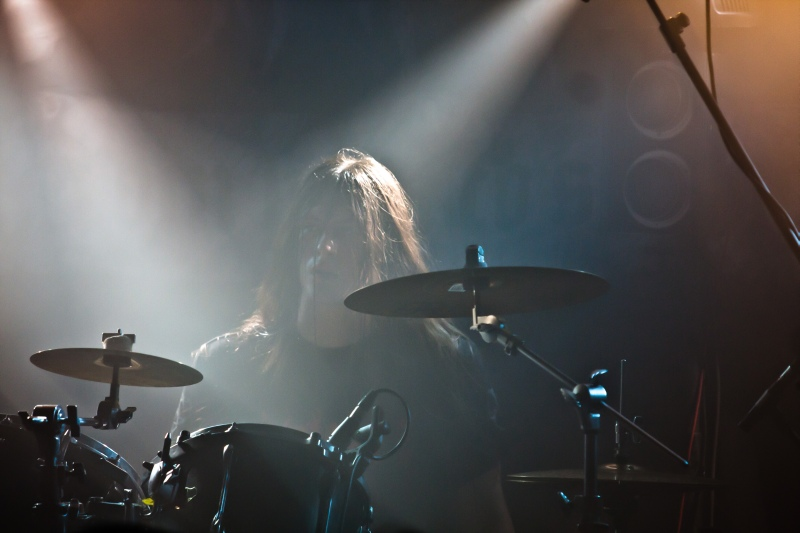
Kerim „Krimh“ Lechner (2010)

Kerim Lechner (* 26. Januar 1989 in Wiener Neustadt), besser bekannt unter seinem Künstlernamen Krimh, ist ein österreichischer Schlagzeuger, Songwriter und YouTuber. Er spielt derzeit u. a. bei der Band Septicflesh.

## Zur Person
Seine Leidenschaft für die Musik und den Sport entdeckte Kerim Lechner bereits in jungen Jahren. Mit der Rock-Musik der 1970er-Jahre aufgewachsen, erlernte er das Schlagzeugspiel quasi autodidaktisch und bildete sich mittels Studium von Aufnahmen seiner Vorbilder (u. a. Joey Jordison, Mike Portnoy, Nicholas Barker, Eloy Casagrande, Mario Duplantier, Gavin Harrison und Chris Coleman) kontinuierlich weiter. Nebenbei brachte er sich auch E-Gitarre, E-Bass und Klavier bei und gilt unterdessen als Multi-Instrumentalist.
2007 eröffnete er unter dem Pseudonym „Krimh“ einen eigenen YouTube-Kanal, auf dem er hauptsächlich selbst produzierte Drum Covers von beliebten Metal-Songs sowie andere schlagzeugbezogene Beiträge veröffentlicht – und was ihn über die Jahre zunehmend in den Fokus der internationalen Schlagzeugszene rückte. Im Rahmen seines Soloprojekts Krimh komponiert und produziert Lechner seit 2013 auch eigene Musik und spielt dabei alle Instrumente (mit Ausnahme des Gesangs) selbst. Eigenen Aussagen zufolge könne er keine Noten lesen, habe kaum Kenntnisse in Musiktheorie und orientiere sich deshalb nur an seinem Gehör. Ferner kategorisiere er sich selbst als Groove-orientierten Schlagzeuger, der sowohl Elemente des Extreme Metal als auch des Progressive Rock in seinen Spielstil aufgenommen habe.

## Künstlerische Karriere
Von 2006 bis 2009 spielte Krimh Schlagzeug bei der österreichischen Symphonic Black/Death-Metal-Band Thorns of Ivy. Der Schritt ins professionelle Musikbusiness gelang ihm daraufhin mit der polnischen Technical-Death-Metal-Band Decapitated, wo er am 31. Juli 2009 als Nachfolger des verstorbenen Schlagzeugers Witold „Vitek“ Kiełtykader vorgestellt wurde. Hierfür übersiedelte er als damals erst 20-Jähriger vorübergehend nach Polen und feierte die Premiere mit seiner neuen Band exakt am 21. Geburtstag. Mit Decapitated absolvierte er ausgedehnte Konzerttourneen in Europa, den USA und Kanada und spielte zudem auf dem vielbeachteten Album Carnival is Forever (2011). Im September 2012 verließ er die Band aus persönlichen Gründen, um sich fortan eigenen Projekten widmen zu können.
Am 26. September 2013 erschien sein erstes Soloalbum mit dem Titel Explore, welches Krimh – als nun freischaffender Musiker – selbst komponiert, eingespielt, produziert und veröffentlicht hatte. Die Finanzierung sicherte er mithilfe einer Online-Spendenaktion. Seither entstanden mit Krimhera am 10. Dezember 2014, Gedankenkarussell am 26. April 2017 und The Eternal Return am 22. August 2022 noch weitere Soloproduktionen.
Im Sommer 2013 sprang Krimh kurzfristig bei der polnischen Metal-Band Behemoth ein, deren Schlagzeuger Zbigniew Robert „Inferno“ Promiński aufgrund einer Operation vorübergehend pausieren musste. Dies war zugleich seine Premiere bei einer Band mit internationalem Format. Die gemeinsame Tour umfasste über 30 Konzerte und Festivals in Europa, den USA, Asien und Australien. Zum Jahresende veröffentlichte er zwei YouTube-Videos mit Songs seiner einstigen Lieblingsgruppe Slipknot, welche zum damaligen Zeitpunkt einen Nachfolger für deren Schlagzeuger Joey Jordison suchten. Ob es sich hierbei um Bewerbungsaufnahmen handelte, gab innerhalb der Fangemeinde immer wieder Anlass zu Spekulationen.

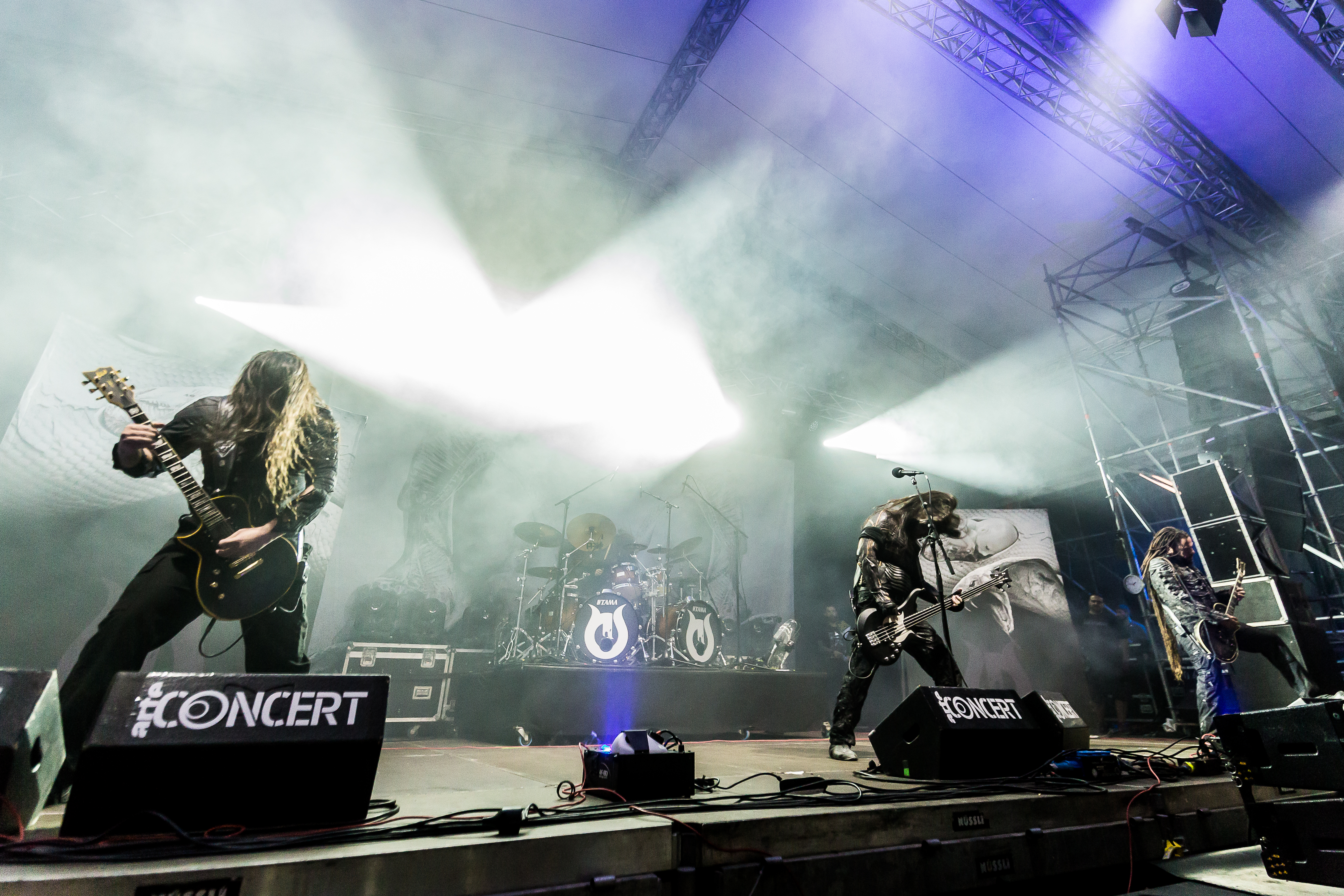
Septicflesh am With Full Force Festival (2018)

2014 tourte Krimh als Gastmusiker mit der polnischen Metal-Band Vesania und wurde am 15. Dezember schließlich als neuer Schlagzeuger der griechischen Symphonic Death-Metal-Band Septicflesh vorgestellt. Nach einem gemeinsamen Album Codex Omega (2017) erfüllte sich die Band einen lange ersehnten Traum und spielte am 2. Februar 2019 ein Konzert mit Unterstützung eines klassischen Sinfonieorchesters, Chors und Kinderchors in Mexiko-Stadt. Diese Performance wurde 2020 als Live-Album (CD/DVD) unter dem Titel Infernus Sinfonica MMXIX herausgebracht. Eine für den Sommer 2020 geplante Tour als Schlagzeuger von Devin Townsend kam aufgrund der Corona-Pandemie nicht zustande. Im selben Jahr entstand jedoch ein in Zusammenarbeit mit dem schwedischen Musikproduzenten Jens Bogren entwickeltes virtuelles Kontakt Player-Instrument (Krimh Drums) mit von Krimh selbst gespielten MIDI-Grooves.
2022 stieg Krimh bei der US-amerikanischen Metal-Band Dååth ein. Im Juni 2024 nahm er als Proband an einer wissenschaftlichen Studie in Frankreich zur Erforschung der Körperbewegungen beim Doublebass-Drumming teil.
Abgesehen von zahlreichen Projekten als Studiomusiker (mit Unforsaken, Mondstille, C4TM, Demonstealer, Eboncrown, Leptyss, Keith Merrow, Okkultist usw.) spielte Lechner u. a. für die Bands Thorns of Ivy, Decapitated, Behemoth, Vesania, Redemptor, Nargaroth, Harakiri for the Sky und Act of Denial und ist derzeit Schlagzeuger bei Septicflesh (seit 2014), Dååth (seit 2022) und bei seinem eigenen Soloprojekt. Weiter arbeitet er als Studio- und Gastmusiker sowie als Schlagzeuglehrer (u. a. bei Drum Technique Academy und privat) und Dozent bei internationalen Meisterkursen (Drum Clinics) und Festivals.

## Diskografie
Nachfolgend eine Auswahl von Studioproduktionen mit Krimh als Schlagzeuger:
mit Unforsaken
- 2005: Senseless (selbstveröffentlicht)

mit Thorns of Ivy:
- 2007: Deathwish (Single / selbstveröffentlicht)
- 2008: Beneath Seemingly Dead Soil (Single / selbstveröffentlicht)

mit Mondstille
- 2008: Am Ende... (White Bird Records)

mit Decapitated
- 2011: Carnival Is Forever (Nuclear Blast)

mit Redemptor
- 2014: The Jugglernaut (Guitarmanic Records)

als Krimh
- 2013: Explore (selbstveröffentlicht)
- 2014: Krimhera (selbstveröffentlicht)
- 2017: Gedankenkarussell (selbstveröffentlicht)
- 2022: The Eternal Return (selbstveröffentlicht)

mit Septicflesh
- 2017: Codex Omega (Season of Mist)
- 2020: Infernus Sinfonica MMXIX (Season of Mist)
- 2022: Modern Primitive (Nuclear Blast)

mit Nargaroth
- 2017: Era Of Threnody (Inter Arma Productions)

mit Harakiri for the Sky
- 2018: Arson (AOP Records)
- 2021: Mære (AOP Records)
- 2022: Aokigahara MMXXII (AOP Records)
- 2025: Scorched Earth (AOP Records)

mit Eboncrown
- 2019: Apocrypha (selbstveröffentlicht)

mit Act of Denial
- 2021: Negative (Crusader Records)

mit Leptyss
- 2022: Tower Of Absurdity (selbstveröffentlicht)

mit Keith Merrow
- 2022: Mojave Repressions (selbstveröffentlicht)

mit Dååth
- 2024: The Deceivers (Metal Blade)